# 菲莱什德
菲莱什德，是匈牙利索博尔奇-索特马尔-贝拉格州所辖的一个村。总面积15.05平方公里，总人口463，人口密度30.8人/平方公里（2011年1月1日）。